# Daniel Mahnken
Daniel Mahnken (* 3. November 1977 in Zeven) ist ein deutscher Floorballtrainer, ehemaliger Floorballspieler und Sportwissenschaftler.

## Sportlicher Werdegang
Seine sportliche Laufbahn begann Mahnken zunächst als Fußballer beim niedersächsischen Verein TuS Zeven. 1988 wechselte er in die Juniorenabteilung des Fußball-Oberligisten TuS Heeslingen in dessen Herrenmannschaft er später bis zur Aufnahme seines Studiums an der Deutschen Sporthochschule Köln im Jahre 2001 spielte. Über den Kölner Hochschulsport kam Mahnken erstmals mit dem Floorballsport in Kontakt. Während eines Auslandsaufenthalts 2004 in Jyväskylä/Finnland spielte er Floorball bei dem Verein Säynätsalon Riento (SäyRi). Nach seiner Rückkehr nach Deutschland war Mahnken beim ASV Köln in der 2. Floorball-Bundesliga aktiv. Im Juli 2013 wechselte er in die 1. Bundesliga zu den SSF Dragons Bonn, wo er 2017 seine aktive Spielerkarriere beendete.
Daniel Mahnken ist besonders als Trainer im Floorball erfolgreich. Die von ihm gecoachte Damen-Mannschaft des ASV Köln trat in der 1. Floorball-Bundesliga Damen West an. Seit der Saison 2013/14 war er Trainer der Floorballerinnen der SSF Dragons Bonn.
Von 2010 bis 2014 war Mahnken zusätzlich Co-Trainer der deutschen U19-Nationalmannschaft der Frauen.

## Studium
Daniel Mahnken studierte Sportwissenschaft an der Deutschen Sporthochschule Köln sowie an der Universität von Jyväskylä/Finnland. Seine Diplomarbeit legte er im Jahr 2006 zum Thema „Die Effizienz von vorzeitigen Trainerwechseln in der 1. und 2. Fußball-Bundesliga im Hinblick auf die Zielsetzung für die Saison“ vor. Im Anschluss arbeitete er als Wissenschaftlicher Mitarbeiter und Dozent am Institut für Trainingswissenschaft und Sportinformatik an der Deutschen Sporthochschule Köln.

## Stationen als Trainer

### Trainer des ASV Köln
Die von Daniel Mahnken trainierte Damen-Floorballmannschaft des ASV Köln wurde in der Saison 2010/11 Meister der Regionalliga West im Kleinfeld und nahm daraufhin an der Endrunde der Deutschen Meisterschaft teil. Dort belegten sie den 3. Platz. Im darauffolgenden Jahr wurden die ASV-Floorballerinnen Vizemeister, qualifizierten sich dadurch aber wiederum für die deutschen Meisterschaften, wo sie den 5. Platz belegten.
Nach dem Aufstieg in die 1. Floorball-Bundesliga Damen West gelang dem von Mahnken trainierten Team 2012 der Einzug in das Final4, der Endrunde des deutschen Floorball-Pokals. Dort unterlagen sie im Halbfinale dem zweifachen Deutschen Meister UHC Weißenfels mit 1:5.
In der Saison 2012/13 wurde Daniel Mahnken mit den Floorballerinnen des ASV Köln Meister der Regionalliga West.

### Trainer der SSF Dragons Bonn
Nach der Saison 2012/2013 wurde Daniel Mahnken von den SSF Dragons Bonn verpflichtet, um auch in der Bundesstadt den Damen-Floorball weiter auszubauen und erfolgreich zu machen. Sofort in der ersten Saison nach dem Trainerwechsel wurden die Bonner Floorballerinnen in der Spielzeit 2013/14 sowohl Meister der Regionalliga Damen West auf dem Großfeld als auch auf dem Kleinfeld. In der gleichen Saison holte das Damenteam zusätzlich den NRW-Cup und belegte bei den deutschen Meisterschaften auf dem Kleinfeld Platz 5. Zum Ende der Saison übernahm Daniel Mahnken zusätzlich das Traineramt der U16-Juniorinnen der SSF Dragons Bonn in Vorbereitung auf die Deutschen Meisterschaften in München. Mit dem jüngsten Kader aller teilnehmenden Teams trat Bonn in der Endrunde an und holte sensationell die Bronze-Medaille.
In der darauffolgenden Saison erreichte Daniel Mahnken mit seinem „Floorball Ladies“ genannten Team das Final4. Es war das erste Mal, dass eine Bonner Damen-Floorballmannschaft in der Pokal-Endrunde stand. Im Halbfinale musste man sich jedoch dem MFBC Grimma mit 4:12 geschlagen geben.
Nach einer Phase des Umbruchs in der Mannschaft, in der viele junge Nachwuchsspielerinnen in das Team integriert wurden, gewannen die neu formierten SSF Dragons Bonn Floorball Ladies in der Saison 2016/2017 zum zweiten Mal die Meisterschaft in der Regionalliga West. Aufgrund der überwiegend jungen und unerfahrenen Spielerinnen beschloss Mahnken zusammen mit dem Team, den möglichen Aufstieg in die 1. Floorball-Bundesliga Damen nicht wahrzunehmen. In der Saison 2017/2018 folgte daraufhin die bisher erfolgreichste Spielzeit einer Bonner Floorball-Damenmannschaft.
Da in der Saison 2017/2018 kein Damen-Spielbetrieb in Nordrhein-Westfalen möglich war, traten die Floorballerinnen der SSF Dragons Bonn in der Verbandsliga Herren West an. Hier belegten sie den 3. Platz. Zusätzlich nahmen sie am Spielbetrieb in der Regionalliga West Damen Kleinfeld teil, wo sie als Tabellenzweiter die Qualifikation für die Deutschen Meisterschaften schafften. Bei der anschließenden Endrunde wurde das von Daniel Mahnken trainierte Team erstmals Deutscher Meister. Auch im Pokal hatten es die Bonner Floorball Ladies in dieser Saison in das Final4 in Berlin geschafft – als einziges Nicht-Bundesligateam. Im Halbfinale konnten sie die Dümptener Füchse mit 4:2 besiegen und zogen somit in das Deutsche Pokalfinale ein. In einem packenden und hart umkämpften Match mussten sie sich am Ende mit 2:4 gegen den amtierenden Deutschen Meister MFBC Grimma geschlagen geben.
Seit der Saison 2018/2019 spielen die Floorballerinnen der SSF Dragons Bonn in der 1. Damen Floorball-Bundesliga.

### Trainer der U19-Nationalmannschaft der Frauen
Als Trainer der deutschen U19-Nationalmannschaft der Frauen stand Daniel Mahnken bisher bei zwölf internationalen Begegnungen an der Bande. Bei der vom 1. bis 5. Mai 2012 ausgetragenen Weltmeisterschaft in Nitra/Slowakei gewann die von ihm gecoachte Auswahl die Bronze-Medaille in der B-Division.

## Erfolge

### Deutsche Nationalmannschaft
- Bronze WM U19-Damen (B-Division, 2012)

### SSF Dragons Bonn
- Deutscher Vizepokalsieger (2017/18 und 2021/22)
- Deutscher Meister Kleinfeld (2017/18)
- Deutscher Vizemeister U17-Juniorinnen Kleinfeld (2017/18)
- Meister Regionalliga West (2016/2017)
- Bronze Deutsche Meisterschaft U16-Juniorinnen Kleinfeld (2013/14)
- Teilnahme Final4 Pokalendrunde (2014/15)
- Meister Regionalliga West (2013/2014)
- Meister Regionalliga West Kleinfeld (2013/2014)
- Pokalsieger NRW-Cup (2013/2014)

### ASV Köln
- Meister Regionalliga West Kleinfeld (2010/2011)
- Teilnahme Final4 Pokalendrunde (2011/2012)
- Meister Regionalliga West (2012/2013)